# Прапор Сербів
Пра́пор Се́рбів — офіційний символ села Серби Ємільчинського району Житомирської області, затверджений 14 травня 2013 р. рішенням № 125 XIX сесії Сербівської сільської ради VI скликання.

## Опис
Квадратне полотнище горизонтально поділене на п'ять частин — синю, білу, червону, білу і зелену (2:1:6:1:2).
Автор — Геннадій Васильович Запорожець.